# Deh-e Bāqer
Deh-e Bāqer (persiska: Deh Bāqer, ده باقر) är en ort i Iran.   Den ligger i provinsen Lorestan, i den västra delen av landet, 400 km sydväst om huvudstaden Teheran. Deh-e Bāqer ligger 1 244 meter över havet och antalet invånare är 461.
Terrängen runt Deh-e Bāqer är varierad.Runt Deh-e Bāqer är det ganska tätbefolkat, med 72 invånare per kvadratkilometer. Närmaste större samhälle är Khorramābād, 12,0 km norr om Deh-e Bāqer. Omgivningarna runt Deh-e Bāqer är i huvudsak ett öppet busklandskap.